# 518 Halawe
518 Halawe је астероид главног астероидног појаса. Приближан пречник астероида је 15,63 km,
а средња удаљеност астероида од Сунца износи 2,533 астрономских јединица (АЈ).
Инклинација (нагиб) орбите у односу на раван еклиптике је 6,727 степени, а орбитални период износи 1473,278 дана (4,033 године). Ексцентрицитет орбите астероида износи 0,225.
Апсолутна магнитуда астероида износи 11,00 а геометријски албедо 0,288.
Астероид је откривен 20. октобра 1903. године.